# V421 Hydrae
V421 Hydrae (Kelu-1) är en dubbelstjärna belägen i den södra delen av stjärnbilden Vattenormen. Den har en lägsta skenbar magnitud av ca 13,83 (J) och kräver ett kraftfullt teleskop för att kunna observeras. Baserat på parallax enligt Gaia Data Release 2 på ca 53,85 mas beräknas den befinna sig på ett avstånd av ca 61 ljusår (ca 18,6 parsec) från solen. Den rör sig bort från solen med en heliocentrisk radialhastighet av ca 6,4 km/s.

## Observation

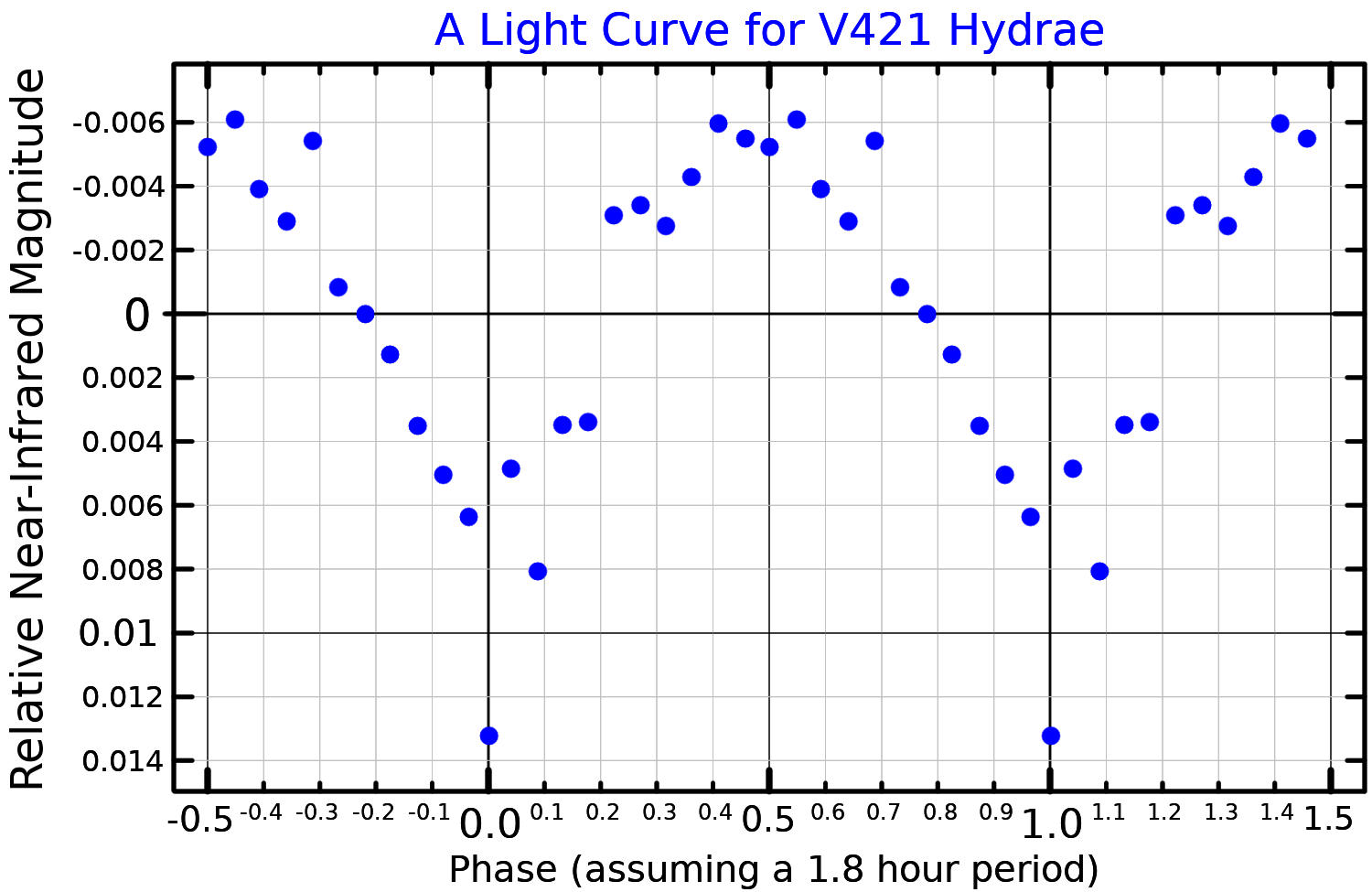
Nära-infrarödljuskurva för V421 Hydrae (Kelu-1), anpassad från Clarke et al. (2002))

År 1987 började María Teresa Ruiz starta en undersökning av röda plåtar från Calán-ESO proper-motion tagna (med början från 1970-talet) med 1-m ESO Schmidt Camera vid La Silla Observatory, Chile. Undersökningen var inte speciellt utformad för att söka efter bruna dvärgar, utan i huvudsak för att söka efter en annan typ av himlakroppar – vita dvärgar. Par av plåtar, långt åtskilda i tiden, jämfördes med blinkkomparator för att upptäcka objekt med hög egenrörelse. Sådana, som hittades, valdes ut för uppföljande spektroskopi med hjälp av 3,6-m-teleskopet, utrustat med EFOSC1, vid samma observatorium. 
I mars 1997 genomfördes spektroskopi med 3,6-m-teleskopet av nästa objekt, upptäckt från plåtparet, åtskilda med 14 år (1979–1993) (vid gränsen för känslighet: dess skenbara magnitud i R-bandet var cirka 19,5), genom dess stora egenrörelse och dess mycket röda, mycket speciella spektrum, hittades. Objektets spektrum och dess extremt låga ljusstyrka ledde till slutsatsen att detta förmodligen är en brun dvärg. Ruiz et al. kallade denna bruna dvärg Kelu-1: «kelu» betyder «röd» på mapuchespråket (ursprunget till den andra delen av namnet — siffran «1» — är oförklarat i artikeln).
Uppföljningsobservationer av Kelu-1 omfattar optisk spektroskopi med ESO 3,6 m-teleskopet vid La Silla (mars 1997), infraröd spektroskopi med IRCAM3 och CGS4 på UKIRT vid Mauna Kea-observatoriet, Hawaii (april 1997) och fyndkartan för Kelu-1 togs av R. Covarrubias vid Cerro Tololo Inter-American Observatory (CTIO)   med CTIO 0,9 m-teleskopet.
Upptäckten av Kelu-1 av Ruiz et al. mottogs 5 september 1997, accepterades för publicering 16 oktober 1997 och publicerades 6 november 1997 i The Astrophysical Journal Letters.
År 2001 publicerade Ruiz et al. Calán-ESO Proper-Motion Catalog (CE Catalog), innehållande 542 stjärnor med hög egenrörelse, detekterade med ESO 1-m Schmidt Camera-plåtar tagna med tidsintervall mellan 6,4 och 16 år. Kelu-1 ingick också i denna katalog (som objektnummer 298), därför är en av dess identifierare CE 298.

## Egenskaper
Primärstjärnan V421 Hydrae A är en orange till brun dvärgstjärna i huvudserien av spektralklass L2:. Den har en massa av ca 0,06 solmassa, en radie av ca 0,09 solradier och utsänder energi från dess fotosfär motsvarande ca  0,00015 gånger solen vid en effektiv temperatur av ca 2 000 K.
Följeslagaren, V421 Hydrae A , är en brun dvärg av spektralklass L4:. Den har en massa av ca 0,055 solmassa och en radie av ca 0,098solradie och utsänder energi från dess fotosfär motsvarande ca 0,0001 gånger solen vid en effektiv temperatur av ca 1 8000 K.
Paret cirkulerar kring varande med en omloppsperiod av ca 38 dygn i en bana med en halv storaxel av ca 0,34 bågsekund och excentricitet 0,82. De är bland de första fritt flytande bruna dvärgarna av spektraltyp senare än M, som upptäckts och ibland betraktas som en prototyp av bruna dvärgar av L-typ.
Kelu-1-systemet är också en källa till röntgenstrålning, vilket visades 2007 av Audard et al. med Chandra X-ray Observatory. Ljusstyrkan för Kelu-1 i röntgenstrålning är LX = 2,9 +1,8−1,3 x 1025 erg/s. Detta var den första upptäckten av röntgenstrålning från en L-dvärg. På samma gång försökte Audard et al. upptäcka Kelu-1 i radiobandet med hjälp av Very Large Array, men den förblev oupptäckt.